# Evert Lundström
Evert Lundström, född 28 september 1924 i Göteborg, död där 3 november 2004, var en svensk författare och översättare.
Evert Lundström var en göteborgsförfattare som bland annat skrev historiska romaner och deckare. Han har skrivit ett flertal uppmärksammade romaner i Göteborgsmiljö. Där finns bland annat de tre romanerna om Lilla London, skildringen av Ostindiska kompaniet och dess handel med Kina, kullagersmuggling från Uddevalla under andra världskriget och Munthes verksamhet bland fattiga och Anacapri. 
Lundström skrev också deckare tillsammans med Jan Moen under pseudonymen Julius Bark. Han var medlem i Skånska Deckarsällskapet. Han finns representerad med en bok vid bland annat Nationalmuseum i Stockholm. Att det i Lundströms böcker rört sig en del om handel och transport, ter sig naturligt då han yrkesmässigt var handelskorrespondent. Mindre känt är att han som ung deltog i den svenska gymnastiktrupp som gav uppvisning, utom tävlan, vid olympiaden i London 1948. Hans grav är belägen på Östra kyrkogården i Göteborg.